# Henryk Mażul
Henryk Mażul, ps. „dziadek Mażul” (ur. 4 marca 1923 w Kraszenie k. Wilna, zm. 9 maja 1995 w Gdańsku) – żołnierz Armii Krajowej, osobisty ochroniarz Lecha Wałęsy.

## Życiorys
W latach 1943–1944 walczył pod ps. „Karszon” jako żołnierz 1 Wileńskiej Brygady Armii Krajowej „Juranda”. W 1944 wywieziony przez Sowietów do Kaługi (ZSRR), w 1946 wrócił do Polski. Od 1951 do 1981 pracował w Stoczni Gdańskiej im. Lenina. W 1975 został odznaczony Srebrnym Krzyżem Zasługi.
W sierpniu 1980 na początku strajku był w ekipie ochrony stoczni, później był osobistym ochroniarzem przewodniczącego MKS, a następnie przewodniczącego NSZZ „Solidarność” Lecha Wałęsy do wybrania go w 1990 na Prezydenta RP. Następnie portier w budynku KK „S” w Gdańsku.
Na jego pogrzebie był obecny Prezydent RP Lech Wałęsa z małżonką.